# Potamites erythrocularis
Potamites erythrocularis es una especie de lagarto de la familia Gymnophthalmidae. Es endémica del sudeste de Perú, donde se conoce de la zona montana y de piedemonte de los Andes en el parque nacional del Manu entre los 1000 y los 2100 m de altitud y en la zona del río Inambari a 250 m s. n. m. Habitan en arroyos y se alimentan de invertebrados.
Su cuerpo mide entre 61 y 84 mm y la cola en torno a los 140 mm, siendo los machos de mayor tamaño. Es de coloración pardusca y las escamas dorsales están quilladas. El vientre es rojizo y la garganta azul en los machos y crema en las hembras. Además, los machos tienen un característico anillo rojizo alrededor de su ojo.